# Lejeunea tabularis
Lejeunea tabularis là một loài Rêu trong họ Lejeuneaceae. Loài này được (Spreng.) Gottsche, Lindenb. & Nees mô tả khoa học đầu tiên năm 1845.